# Thomas Anders

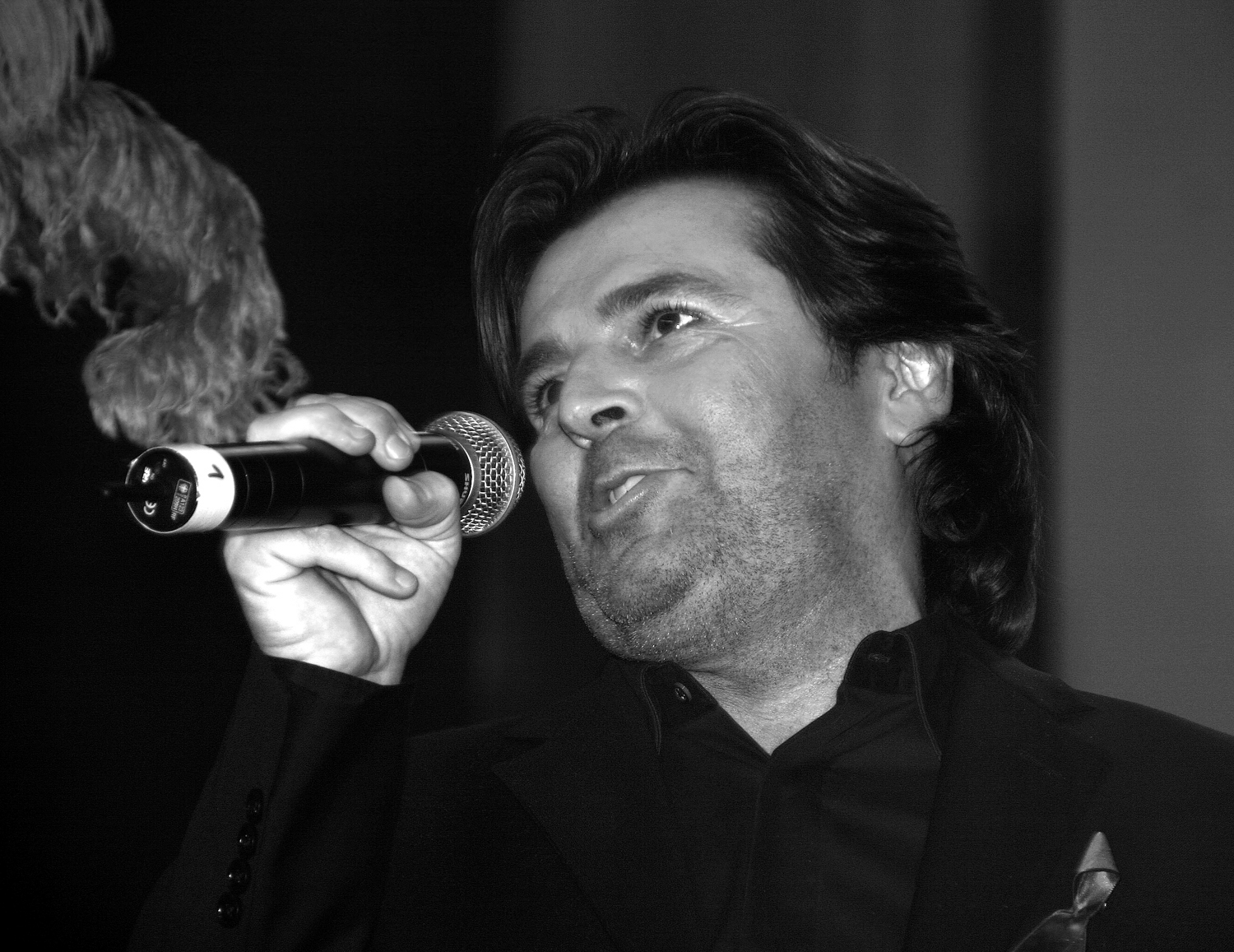
Thomas Anders em 2007

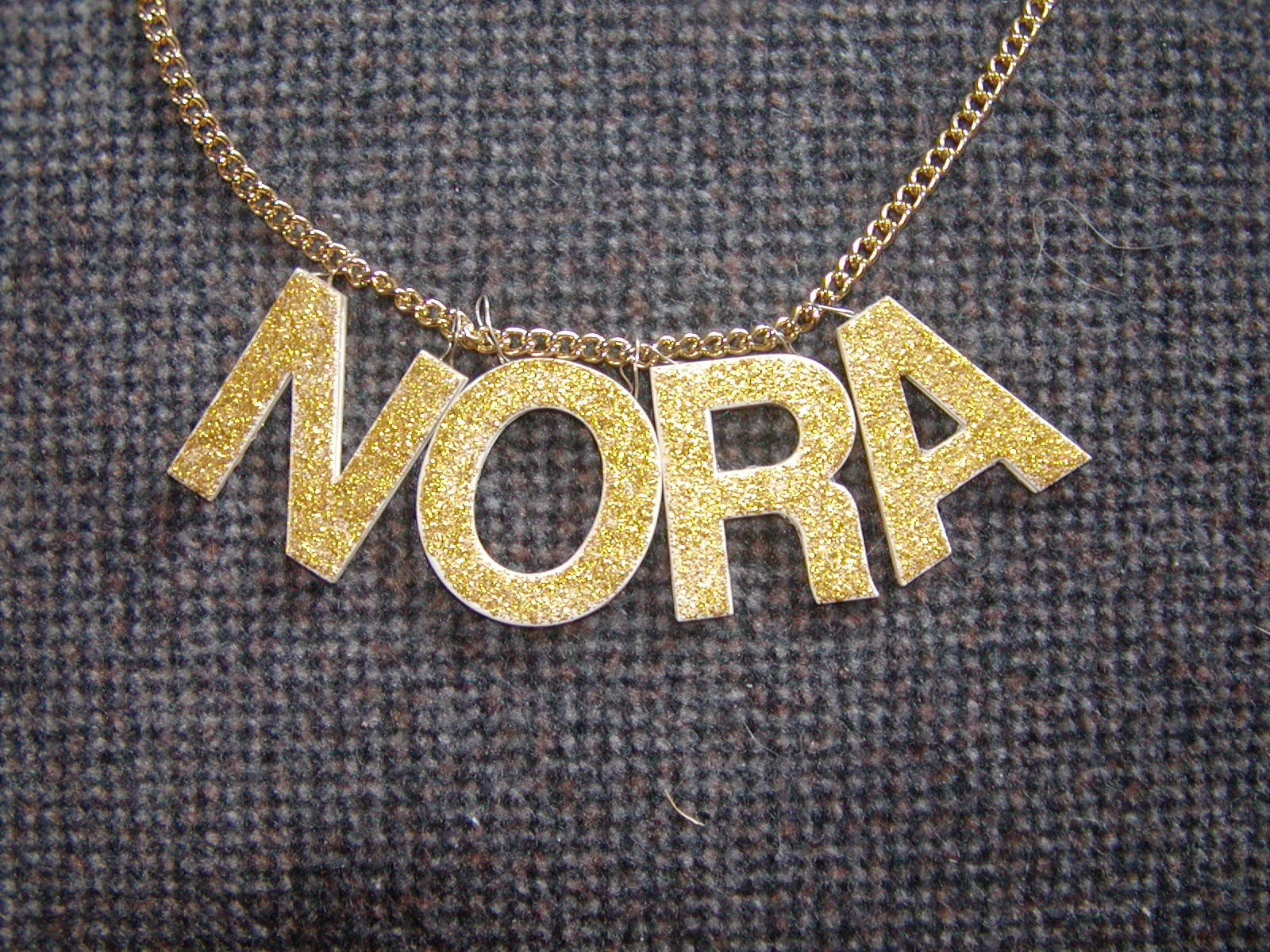
Imagem de uma réplica do colar de Nora Balling, que Thomas deu a ela após seu casamento em 1985

Thomas Anders, nome artístico de Bernd Weidung (Münstermaifeld, 1º de março de 1963), é um cantor, compositor, produtor, empresário alemão, e ocasionalmente, apresentador de TV.
Juntamente com o músico e premiado produtor alemão Dieter Bohlen, Thomas foi integrante da dupla pop alemã e fenômeno mundial Modern Talking, entre os anos de 1984 e 1987, e novamente entre 1998 e 2003. Na dupla, Dieter Bohlen, era o responsável pelas composições e os arranjos, sendo Thomas Anders o cantor principal.
Thomas Anders também possui uma carreira solo de sucesso, tendo lançado vários discos, sendo que o mais recente foi lançado em 2018 e chama-se "Ewig mit Dir".

## Vida pessoal
Thomas Anders cresceu na região de Mörz, em Coblença, Alemanha. Após graduar-se no ensino médio no Eichendorff-Gymnasium, em Coblença, ele foi para a Universidade de Mogúncia estudar musicologia, jornalismo e filosofia alemã.
Seus pais chamam-se Helga e Peter Weidung. Thomas possui um irmão (Achim) e uma irmã (Tanja-Catrin), sendo Achim o mais velho.
Segundo o próprio Thomas, sua primeira namorada chamava-se Stephaine. Era uma moça três anos mais velha que ele. Thomas era um rapaz muito tímido, e por isso não ficaram juntos por muito tempo. Thomas casou-se com Nora-Isabelle Balling em 28 de dezembro de 1984, divorciando-se em fevereiro de 1999, sendo que em 1993, ambos já não estavam mais juntos.
Sua atual esposa é Claudia Hess (nascida em Bendorf, Alemanha em 29 de abril de 1972), com quem tem um filho chamado Alexander Mick, que nasceu em 27 de junho de 2002. Estão juntos desde 15 de julho de 2000, sendo que ambos se conheceram pela primeira vez em 1996, num restaurante em Coblença.

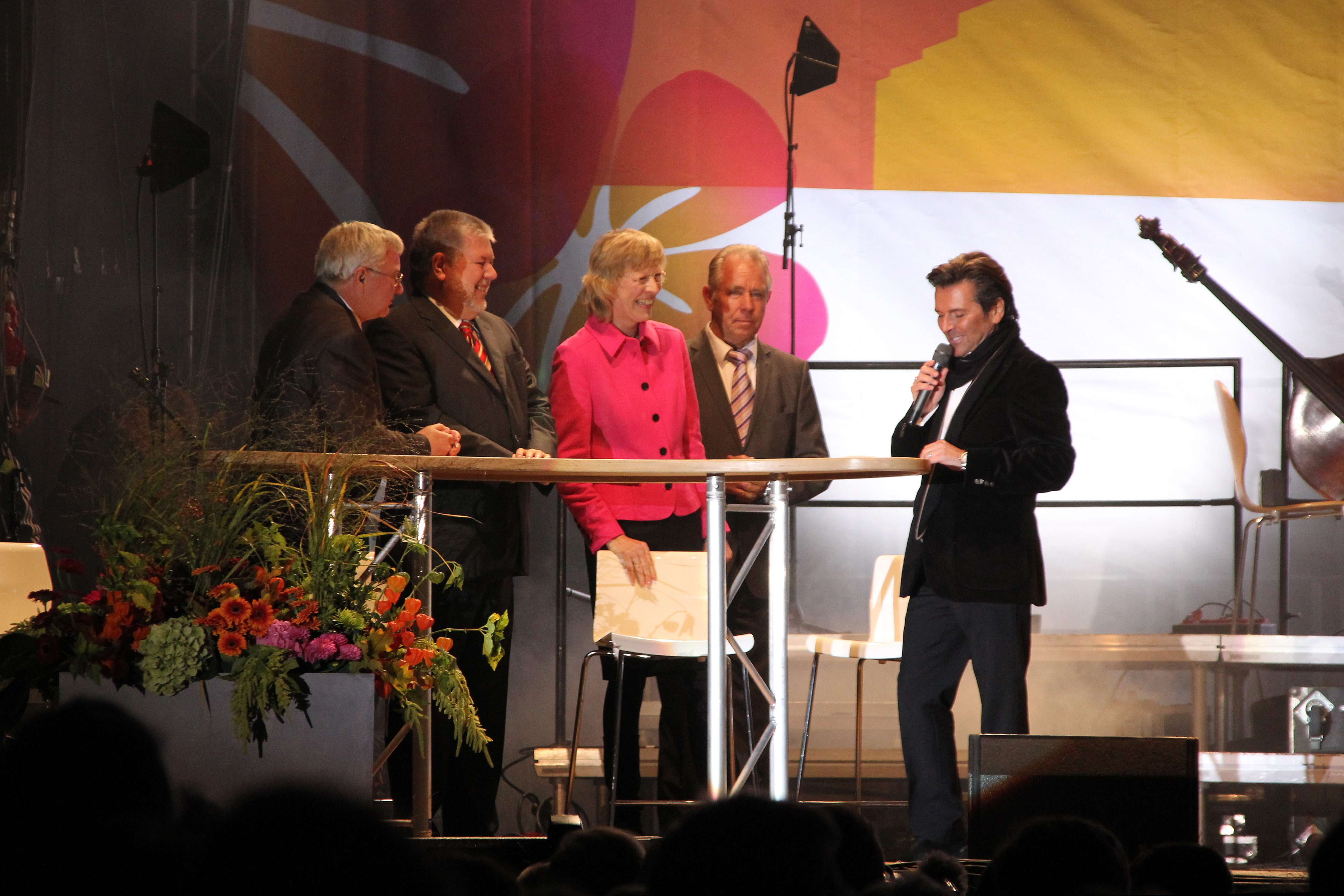
Joachim Hofmann-Göttig, Kurt Beck, Dorothee Stapelfeldt, Heinz Herker e Thomas Anders na edição 2011 de um evento sobre horticultura, sediado em Coblença, Alemanha.

Em 20 de março de 2006, Thomas foi eleito professor honorário na Faculdade de Música, da Universidade de Kiev, na Ucrânia. De tempos em tempos, Thomas promove um encontro de fãs em sua cidade natal Coblença.

## Início de carreira
Suas primeiras músicas eram em alemão, e cantadas em um estilo que é vagamente conhecido como Schlager. Todavia, estas mesmas músicas mantiveram-se comercialmente bem sucedidas. Porém só quando se juntou a Dieter Bohlen, em fins de 1984, e começaram a produzir canções no estilo Euro Disco, que Thomas obteve sucesso quase que da noite para o dia.
Em 1979, após participar do concurso da Radio Luxemburg, Thomas ganhou um contrato da gravadora CBS. Nessa época, ele foi aconselhado a trocar seu nome, que era Bernd Weidung, para se chamar somente Thomas Anders. Peter Crab (que tornou-se empresário de Thomas na época) apresentou Thomas a um produtor alemão chamado Daniel David. Com esse produtor, Thomas gravou o single "Judy", um cover do cantor americano Randy Vanwarmer. O single de Thomas foi gravado e lançado em 1980. Em seguida, faz uma turné, percorrendo metade da Alemanha. Grava então seu segundo single, "Du weinst um ihn", ainda em 1980.
Em 1981, teve sua estreia na TV, no show de Michael Schanz, chamado "Hätten sie heut' Zeit für uns" (português: "Você tem tempo para nós hoje?"), cantando a música "Du weinst um ihn".
Em 1982, Thomas concluiu seus estudos secundários e após, foi para Universidade de Meinz, na faculdade de jornalismo, onde estudou música, ciência, filosofia e literatura alemã. Após, assinou uma contrato com Daniel David para a gravação de seus singles, cantando junto com os cantores alemães Bern Dietrich e GG Anderson.

## Modern Talking
No começo de 1983, Thomas estava prestes a gravar seu próximo single com Bern Dietrich e GG Anderson, porém a companhia de discos Intersong lhe fez uma proposta para gravar a canção "Was macht das schon", versão alemã de "Pick up the phone", do cantor F.R. David, com um compositor chamado Dieter Bohlen. Thomas então viajou para Hamburgo para se encontrar com Dieter. Terminado o trabalho, Dieter decidiu incluir mais três singles para Thomas, porém sem muito exito.
Nesta mesma época, Thomas Anders conheceu e logo após começou a namorar uma moça chamada Nora-Isabelle Balling. Ainda em 1983, Dieter havia composto "Wovon träumst du denn", que vendeu aproximadamente 30.000 cópias e apareceu nos charts.
Em 1984, gravou "Endstation Sehnsucht" e "Heißkalter Engel", versão alemã de "Send me an Angel", do grupo australiano Real Life. Também gravou a canção "Catch me, I'm Falling", sob o pseudônimo Headliner. A partir de então, Dieter percebeu que Thomas cantava muito bem em inglês (porém Thomas não gostava disso), tanto que o próximo single "Es geht mir gut heut' Nacht", lançado em setembro de 1984, teve também uma versão em inglês, "Lucky Guy", lançada no primeiro disco do Modern Talking.
Depois de cinco singles em alemão produzidos e compostos por Dieter, a dupla finalmente passa a se chamar Modern Talking, isso em 1984. Em setembro do mesmo ano, quatro cantores foram chamados para testes num estúdio, na cidade de Hamburgo, Alemanha (Rolf Köhler, Michael Scholz, Detlef Wiedeke e Birger Corleis). Neste dia, gravariam algumas canções, entre elas, a famosa You're My Heart, You're My Soul. Estes mesmos quatro cantores fariam então o tão famoso coro das músicas do Modern Talking, e que muitos anos depois (somente com três dos quatro cantores) formariam o projecto musical Systems In Blue, juntamente com o compositor e produtor Thomas Widrat.
Quem passou a produzir a dupla alemã, foi o músico e produtor espanhol Luis Rodríguez (com ajuda do próprio Dieter), creditado nos álbuns do Modern Talking como co-produtor. Em janeiro de 1985 o vídeo de You're My Heart, You're My Soul aparece pela primeira vez na TV. O Modern Talking esteve ativo entre os anos de 1984 e 1987 e novamente, entre 1998 e 2003.

## Carreira solo
Entre 1980 e 1984, Thomas gravou e lançou uma série de singles em sua língua natal, o alemão, e pouco tempo depois, juntou-se a Dieter Bohlen para formar a dupla Modern Talking, entre 1984 e 1987.
Em fevereiro de 1988, já em carreira solo, Thomas foi a principal atração do Festival Internacional da Canção de Viña del Mar, tendo se apresentado em duas noites e com transmissão direta da televisão chilena. O festival é realizado anualmente, e sempre no mês de fevereiro, em Viña del Mar, no Chile. Um ano depois, em fevereiro de 1989, Thomas voltou a se apresentar neste mesmo festival.
Em 1989, (dois anos após sua separação do Modern Talking), Thomas vai morar em Los Angeles, EUA, e lá ele grava e lança seu primeiro disco solo, chamado Different, um álbum diferente de tudo o que ele havia feito com o Modern Talking. A partir daí, foram gravados mais cinco discos entre 1991 e 1995, incluindo um em espanhol (sob o pseudônimo Chris Copperfield).
Em 1992, o cantor havaiano Glenn Medeiros gravou um dueto com Thomas Anders intitulado "Standing Alone", que está incluída no disco de mesmo nome, lançado por Thomas ainda em 1992. Também foi gravado um vídeo para esta canção.
Em 2004, volta a gravar material solo, lançando This Time, com um som mais moderno e seguindo as tendências. Seguem-se mais dois trabalhos, Songs Forever (2006) e Strong (2010), sendo que este último foi gravado inteiramente na Rússia, país onde Thomas possui muitos fãs.
Em 2011, Anders aparece colaborando musicalmente com o músico e compositor alemão Uwe Fahrenkrog (ex-Nena). O primeiro single da dupla, "Gigolo", foi lançado em 27 de maio de 2011 na Alemanha, e chegou a posição número 40 neste país. O álbum da dupla, chamado simplesmente de Two, foi lançado em 10 de junho de 2011, e estreou na posição número 11 nas paradas alemãs. O single, de nome "Gigolo", foi escrito e produzido por Uwe Fahrenkrog e pelo compositor e produtor dinamarquês Thomas Troelsen. Um segundo single, do mesmo álbum, também foi lançado. O single se chama "No More Tears On The Dancefloor", que não foi bem nas paradas de sucesso.
A dupla aparece sob o nome de Anders | Fahrenkrog.
Em fevereiro de 2012, é lançado o single "No Ordinary Love", um dueto em parceria da cantora ucraniana Kamaliya com Thomas Anders. Um vídeo promocional da canção também foi produzido.
Em novembro de 2012, Thomas lançou um novo álbum solo, chamado Christmas for You (Natal para você). Ele inclui uma série de sucessos internacionais, como "I´ll Be Home For Christmas" (Estarei em casa para o Natal) e "It´s The Most Wonderful Time Of The Year" (Este é o momento mais maravilhoso do ano), bem como abrangendo clássicos bem conhecidos, como "Silent Night". O álbum em questão também inclui um cover do duo Wham! chamado "Last Christmas".
Um segundo álbum de inéditas da dupla Anders | Fahrenkrog está previsto para ser lançado em meados de 2013.
Em julho de 2013, foi anunciado que Thomas Anders iria colaborar com o cantor persa Omid Soltani, cantando em persa. A música, chamada We are one (Nós somos um) foi lançada em 11 de agosto de 2013 no facebook oficial de Thomas. Uwe Fahrenkrog e Farhad Zard são listados como produtores e compositores da canção. Farhad vem trabalhando com Thomas nos últimos anos em seu mais recente álbum.
Em junho de 2014, Thomas lançou mais um novo single, chamado Everybody Wants To Rule The World (Todo mundo quer governar o mundo). Isto foi lançado apenas na Rússia, em CD single e em formato digital.
Em 19 de maio de 2016, Thomas Anders lançou um novo single intitulado "Lunatic". Também anunciou seu próximo álbum, "History", que foi lançado em 27 de maio de 2016. O disco consiste em antigos e recentes sucessos do Modern Talking, além de duas novas músicas, "Lunatic" e "Take a Chance."
Em 2017, ele lançou seu primeiro álbum exclusivamente de língua alemã, que tem o título "Pures Leben", e em 2018, lançou o álbum "Ewig Mit Dir", também totalmente em alemão, com participação do cantor alemão Florian Silbereisen numa das canções.
Em 2020, Thomas Anders, mais uma vez com a produção de Christian Geller, voltou a apostar na música pop em língua alemã gravando um disco em parceria com o popular apresentador de televisão Florian Silbereisen. "Das Album", editado em junho de 2020 entrou directamente para o nº1 das tabelas de vendas na Alemanha, Suíça e Áustria, tornando-se um dos discos mais vendidos, em 2020, naqueles países. Em outubro, o mesmo álbum foi reeditado "Das Album - The Winter Version" numa versão acrescentada com 14 temas novos especialmente dedicados ao Natal. Inúmeras actuações em vários canais de televisão e o prémio Die Goldene Henne 2020 que distingue o melhor projecto ou grupo alemão do ano.
A 25 de dezembro de 2020, divulgou um novo single: "Cosmic Rider", regressando à língua inglesa e assim apostando num mercado mais global, onde fãs e admiradores esperavam por um regresso às canções synthpop servidas pela voz e principal imagem dos Modern Talking. Neste novo single, ouvem-se novamente as vozes que foram o  coro dos Modern Talking nos anos 1980.

## Pseudônimos
Phantomas

Em meados de 1996, Thomas reuniu vários músicos em Los Angeles para discutir seu futuro musical e se ele deveria mudar seu estilo musical completamente. Thomas e os tais músicos, chegaram à conclusão de que tentariam algumas novas músicas e melodias. Sob o pseudônimo chamado Phantomas, Thomas Anders cria então um projecto paralelo de mesmo nome, e mais alguns outros projectos dance, como "King of Paradise" (português: rei do paraíso) e "Chain Reaction" (português: reação em cadeia). Junto ao Phantomas, ele gravou dois singles: um cover do hit "Our House", do grupo inglês Madness e "No Doubt About" (português: nenhuma dúvida sobre isso), de autoria própria.
Chris Copperfield

Usado por Thomas em seu álbum solo em espanhol chamado Barcos de Cristal, lançado em 1994. Também usou este nome para escrever algumas músicas para o trio feminino americano The Three Degrees em 1993 e para produzir uma versão de sua canção "How Deep Is Your Love" para o cantor holandês Danny De Munk, em seu álbum e single,[carece de fontes?] ambos lançados em 1995, além de escrever uma canção chamada "Tal Vez", para a cantora espanhola Marta Sánchez.
Headliner

Em 1984, depois do lançamento do single “Heißkalter Engel”, Dieter, talvez querendo ter um certo sucesso internacional, perguntou a Thomas se ele poderia cantar algo em inglês. Foi então que eles gravaram outra cover da banda australiana Real Life, (a primeira tinha sido "Heißkalter Engel", versão alemã de "Send me an Angel") chamada “Catch Me I'm Falling” para o selo Intersong, com a produção do próprio Dieter. Thomas gravou este single sob este pseudônimo talvez por questões de contracto ou por se tratar da primeira música que eles gravaram em inglês (esse single funcionaria como um teste.) Em entrevistas, Thomas evita falar muito sobre Headliner. Esta música foi lançada apenas uma vez, na coletânea Super Maxi 5, lançada em 1984 na Alemanha.

## Discografia

### Álbuns
- 1989 Different (Teldec)
- 1991 Whispers (East West)
- 1992 Down On Sunset (Polydor)
- 1993 When Will I See You Again (Polydor)
- 1994 Barcos de Cristal (em espanhol) (Polydor)
- 1995 Souled (Polydor)
- 1997 Live Concert (ao vivo) (Panteon)
- 2004 This Time (#14 Alemanha) (BMG)
- 2006 Songs Forever (#43 Alemanha) (Edel)
- 2010 Strong
- 2011 Two (com Uwe Fahrenkrog)
- 2012 Christmas For You (EMI)
- 2016 History
- 2017 Pures Leben
- 2018 Ewig mit Dir
- 2020 Das Album

### Coletâneas (seletiva)
- 1992 For Your Love (Convoy)
- 1998 Golden Stars (Polydor)
- 2011 Balladen (DA Records)
- 2011 Hits & Raritäten (Sony Music) (3 CD)
- 2012 Best Of (Sony Music)
- 2016 "My Star" (DA Records)

### Singles em alemão (1980-1984)
- 1980 Judy (CBS)
- 1980 Du weinst um ihn (CBS)
- 1981 Es war die Nacht der ersten Liebe (CBS)
- 1982 Ich will nicht dein Leben (Hansa Records)
- 1983 Was macht das schon (Hansa Records)
- 1983 Wovon träumst du denn (Hansa Records)
- 1983 Heißkalter Engel (Hansa Records)
- 1984 Endstation Sehnsucht (Hansa Records)
- 1984 Es geht mir gut heut' Nacht (Hansa Records)

Antes de obter o grande sucesso mundial no Modern Talking, Thomas lançou alguns consideráveis e interessantes singles em sua língua natal. Entre agosto de 1980 e setembro de 1984, Thomas gravou e lançou nove singles, totalizando dezenove músicas (contando os B-Sides) e tendo como produtores creditados em seus compactos nomes como Daniel David, Bernd Dietrich e Dieter Bohlen. Entre eles, vale a pena mencionar Daniel David (que usando um pseudônimo chamado Zawrel, produziu o 2º single de Thomas), que foi, vamos dizer assim, o descobridor dos talentos musicais de Thomas Anders. Daniel produziu os três primeiros singles de Thomas. Até que Thomas encontrou o músico e produtor alemão Dieter Bohlen, que também produziu alguns singles para Thomas (mais precisamente de 1983 em diante).
A vitória de Thomas em um concurso musical promovido por uma rádio, em 1979 e o envolvimento de Daniel David com certeza, deram o pontapé inicial na carreira musical do nosso grande e querido Thomas Anders.
Abaixo estão listados todos os singles em língua alemã, lançados pelo cantor Thomas Anders, entre os anos de 1980 e 1984. Todos estes singles foram lançados em disco de vinil do tipo single de sete polegadas (7"), os chamados compactos simples, e nunca foram lançados oficialmente em CD.
Em 2008, foi lançado no Japão, pelo selo DD Fan Club, uma coletânea não-oficial com estes singles e mais algumas faixas bônus. Segundo o encarte do CD, todas as músicas foram remasterizadas digitalmente.
Judy* (Randy Vanwarmer / Norbert Hammerschmidt) 4:14

B-side: Liebe ist ein zweites Leben (Daniel David / Rhenus Gern - Norbert Hammerschmidt) 3:46

Arranjos: Elvis Grunberg

Produzido por Daniel David

Data de lançamento: Agosto de 1980.

© 1980 CBS 8873 (7", 45 RPM)

• Judy é a versão alemã da canção Call Me, do cantor norte-americano Randy Vanwarmer, 1979.

Du weinst um ihn (Daniel David - Norbert Hammerschmidt) 3:56

B-side: Einer von uns beiden (Glenmark - Maniette / Norbert Hammerschmidt) 4:50

Arranjos: Elvis Grunberg

Produzido por Daniel David

Data de lançamento: 1980.

© 1980 CBS S 9482 (7", 45 RPM)

Es war die Nacht der ersten Liebe (Daniel David / D.Prencipe / J.Frankfurter) 4:12

B-side: Mädchen so wie du (Daniel David / D.Prencipe / Rhenus Gern) 3:44

Produzido por Daniel David

Data de lançamento: 1981.

© 1981 CBS A 1549 (7", 45 RPM)

Ich will nicht dein Leben (U.Busse / A.Breitung / M.Kunze) 3:38

B-side: Ich hatte mal Freunde (U.Busse / A.Breitung / R.Marcard) 3:37

Produzido por Bernd Dietrich e Gerd Grabowski

Data de lançamento: Julho de 1982.

© 1982 Hansa 104 591-100 (7", 45 RPM)

Was macht das schon* (música: R.Fitoussi / D.Pepin / R.Fitoussi / R.Dassin; letra: D.Bohlen / R.Marcard) 3:10

B-side: Steig aus, wenn du kannst* (música e letra: D.Bohlen / R.Marcard) 2:51

Produzido por D. Bohlen

Data de lançamento: Fevereiro de 1983.

© 1983 BMG/Hansa 105 230-100 (7", 45 RPM)

• Was macht das schon é a versão alemã da canção Pick Up The Phone, do cantor F.R. David, 1983.

• Steig aus, wenn du kannst foi gravada originalmente pelo cantor alemão Bernhard Brink, 1979.

Wovon träumst du denn (In Seinen Armen) (Dieter Bohlen; arranjos e orquestra: Detlef Reshöft & Dieter Bohlen) 3:44

B-side: Du bist die Frau für's Leben* (Dieter Bohlen / Bernhard Brink; arranjos e orquestra: Jürgen Ehlers) 3:14

Produzido por Dieter Bohlen

Data de lançamento: Junho de 1983.

© 1983 BMG/Hansa 105599-100 (7", 45 RPM)

• Du bist die Frau für's Leben foi gravada originalmente pelo cantor alemão Bernhard Brink, 1979.

Endstation Sehnsucht (E.Bohlen) 3:43

B-side: Zwischen Himmel und Hölle* (E.Bohlen) 3:47

Produzido por Dieter Bohlen

Data de lançamento: Fevereiro de 1984.

© 1984 Hansa 106 225-100 (7")

• Zwischen Himmel und Hölle foi gravada originalmente em inglês por Steve Benson, sob o título (You're A Devil With) Angel Blue Eyes, 1981.

Heißkalter Engel* (música: D.Sterry / R.Zatorski; letra: Dieter Bohlen) 3:53

B-side: Wie ein verbotener Kontinent (música: Dieter Bohlen; letra: Dieter e Erika Bohlen) 3:10

Produção e arranjos: Dieter Bohlen

Data de lançamento: Junho de 1984.

© 1983 Hansa 106 600-100 (7", 45 RPM)

• Heißkalter Engel é a versão alemã da canção Send Me An Angel, do grupo australiano Real Life, 1983.

Es geht mir gut heut' Nacht* (D.Bohlen) 3:27

B-side: Und wenn die Sonne schlafen geht* (D.Bohlen) 3:42

Produzido por Dieter Bohlen

Data de lançamento: Setembro de 1984.

© 1984 Hansa 106 904-100 (7", 45 RPM)

• Uma versão em inglês de Es Geht Mir Gut Heut' Nacht, chamada Lucky Guy, foi incluída no primeiro disco da dupla alemã Modern Talking, de 1984.

• Und wenn die Sonne schlafen geht foi regravada sob o título Und Wenn Ein Neuer Tag Erwacht, pelo cantor Rex Gildo, 1985.

### Singles (1989-2018)
- 1989 Love Of My Own (Teldec) (#24 Alemanha)[11]
- 1989 One Thing (Teldec)
- 1989 Soldier (Teldec)
- 1991 The Sweet Hello, The Sad Goodbye (East West Records)
- 1991 Can't Give You Anything (But My Love) (East West Records) (#73 Alemanha) [11]
- 1991 True Love (East West Records)
- 1992 How Deep Is Your Love (Polydor) (#71 Alemanha) [11]
- 1992 Standing Alone (Polydor) (#72 Alemanha)
- 1993 When Will I See You Again (Polydor) (#37 Alemanha) [11]
- 1993 I'll Love You Forever (Polydor) (#79 Alemanha) [11]
- 1994 The Love In Me (Polydor)
- 1994 Road To Higher Love (Polydor)
- 1995 Never Knew Love Like This Before (Polydor)
- 1995 A Little Bit Of Lovin (Polydor)
- 2003 Independent Girl (BMG) (#17 Alemanha) (#6 Rússia)[11]
- 2004 King Of Love (BMG) (#37 Alemanha) (#16 Espanha) (#1 Turquia) [11]
- 2004 Tonight Is The Night (#60 Alemanha) [11]
- 2004 Just Dream (BMG) (#64 Alemanha) [11]

OBS: o single "No Ordinary Love", de 2012, é uma música no qual Thomas participa. A música não foi lançada por ele, mas sim por Kamaliya. Thomas apenas é um convidado. O mesmo acontece com "Ibiza Baba Baya"/"For You" (2008), de Sound-Chateau e "The Night Is Still Young" (2009), da cantora alemã Sandra. As canções "Gigolo" e "No More Tears On The Dancefloor" (com Uwe Fahrenkrog) estão incluídas no disco lançado por Anders e Fahrenkrog em 2011. Já "Ziele" (2008), de Thomas e Sistanova, foi lançado exclusivamente com o livro infantil "Sind die HelleWecKs noch zu retten?", do escritor alemão Stefan Gemmel.

### Filmes
- 2011 O rastro de amor (em português), o diretor de filmes Don Mancini afirmou que vai ser feito um filme em homenagem a Thomas Anders, contando sua história, mas isso é apenas um projeto